# Kotao (posuda)
Kotao je posuda za kuhanje koja se prije upotrebljavala vrlo često na vatri. U novije vrijeme, pojavom štednjaka, kotao se sve više izbacuje iz uporabe. U pučkom vjerovanju, kotao se povezuje s vješticama, a u keltskoj mitologiji označava simbol obnove života, ali i veliko blago s magičnim moćima.